# Allophylus fuscus
Allophylus fuscus är en kinesträdsväxtart som beskrevs av Ludwig Radlkofer. Allophylus fuscus ingår i släktet Allophylus och familjen kinesträdsväxter. Inga underarter finns listade i Catalogue of Life.